# Ruslan Ponomariov
Ruslan Ponomariov (em ucraniano: Руслан Пономарьов,),(Gorlovka, 11 de Outubro de 1983) é um jogador de xadrez ucraniano.
No início da sua carreira no mundo do xadrez alcançou alguns resultados de vulto. Em 1994 classificou-se no terceiro lugar do Campeonato do Mundo sub-12, tinha dez anos de idade, no ano seguinte aos onze anos ganhou o dito campeonato. Em 1996 ganhou o Campeonato da Europa sub-18, contava apenas doze anos de idade. Em 1998, aos catorze anos foi-lhe atribuído o título de grandmaster (grande mestre, distinção atribuída no mundo do xadrez segundo critérios muito restritos), sendo na altura o jogador mais novo de sempre a receber esta distinção.
De entre os resultados mais notáveis de Ponomariov podem ser referidos a vitória no Donetsk Zonal de 1998, quinto de sete na taça europeia de clubes (onde venceu o então campeão do mundo pela FIDE, Alexander Khalifman), primeiro ex aequo com 7,5 em 9 pontos possíveis em Torshavn em 2000, 8,5 pontos em 11 para a Ucrânia na Olimpíada de 2001 em Istambul, primeiro lugar com 7 em 10 na Governor’s Cup em Kramatorsk em 2001.
Em 2002 venceu o seu compatriota Vassily Ivanchuk na final do campeonato do mundo da FIDE, com um resultado de 4,5-2,5, tornando-se, aos dezoito anos de idade, o primeiro adolescente a conquistar um título de campeão do mundo. No mesmo ano ficou em segundo num torneio de Linares muito forte, apenas atrás de Garry Kasparov. Em 2003 teve uma prestação não muito boa no torneio de Wijk aan Zee, ao classificar-se em 11.º de 14, com um resultado de 6 em 13, ainda, neste ano, ficou em quinto de sete no torneio de Linares com 5,5 em 12.
Existiram planos para que jogasse um match de catorze jogos contra Kasparov em Ialta em Setembro de 2003, o vencedor iria jogar contra o vencedor do match entre Vladimir Kramnik e Péter Lékó, como definido no denominado "Acordo de Praga" para que se reunificasse o título de campeão do mundo (desde 1993 que se verificou a cisão). Contudo, esta iniciativa foi abortada visto Ponomariov ter-se recusado a assinar o contrato sem reservas. Ponomariov manteve o título de campeão da FIDE até que Rustam Kasimdzhanov o venceu em 2004.
Quando joga com as brancas, Ponomariov por norma inicia o jogo com 1. e4, entrando nas linhas principais da Defesa Siciliana ou então da abertura Ruy Lopez. Com as pretas, responde a 1. e4 ou com 1… e5, entrando na abertura Ruy Lopez, ou jogando a Defesa Siciliana; contra 1. d4 costuma optar por diversas defesas, como o Gâmbito da Dama Aceite e a Indiana de Dama ou Indiana de Rei. Anteriormente na sua carreira utilizava o Gâmbito de Benko e a Defesa de Pirc, mas a partir de 2003 o seu repertório deixou de incluir estas opções.